# The Crüxshadows
I The Crüxshadows sono un gruppo musicale darkwave statunitense, originario della Florida e attivo dal 1992.
Il loro stile musicale è costituito da una combinazione di voci maschili, violini, chitarre e suoni sintetici.
Tra i brani più famosi del gruppo vi sono Sophia, Immortal e Quicksilver.

## Formazione

### Formazione attuale
- "Rogue" (Virgil Roger du Pont III) - voce, violino, programmazione, tastiere
- Jen "Pyromantic" Jawidzik - sintetizzatori, cori
- JoHanna Moresco - violino, cori
- David Russell Wood - violino, cori
- Jessica Lackey - batteria elettronica (dal vivo), cori
- Rachel "Victoria" Whitford – chitarre
- Jenne Vermes – cori, danza
- Ally Knight - cori, danza
- Kam Eubanks – danza

### Ex componenti
- Mike Perez – chitarre
- Cassandra Luger – chitarre
- Valerie Gentile – chitarre, cori
- Rachel McDonnell – tastiere, violino
- Stacey Campbell – chitarre, cori
- George Bikos – chitarre
- Tim Curry – chitarre
- Kevin Page – chitarre
- Chris Brantley – tastiere, cori
- Trevor Brown – tastiere
- Sean Flanagan – tastiere
- Beth Allen – danza
- Holly McCall – danza, cori
- Rachel Ulrich – danza
- Sarah Poulos – danza, cori
- Sarah Stewart – danza, cori
- Holly Hasty – danza, cori
- Nichole Tadlock – danza, cori
- Stephanie Griffith – danza, cori
- Stacia Marian – danza, cori
- Brittney Newsom – danza

## Discografia

### Album in studio
- 1993 - ...Night Crawls in
- 1995 - Telemetry of a Fallen Angel
- 1999 - The Mystery of the Whisper
- 2001 - Echoes and Artifacts
- 2002 - Wishfire
- 2003 - Ethernaut
- 2004 - Telemetry of a Fallen Angel (Anniversary Edition)
- 2005 - ...Night Crawls in (Reissue)
- 2006 - The Mystery of the Whisper & Until the Voices Fade (Reissue)
- 2007 - DreamCypher
- 2012 - As the Dark Against My Halo
- 2017 - Astromythology

### EP
- 1999 - Until the Voices Fade...
- 2000 - Paradox Addendum
- 2001 - Tears
- 2003 - Frozen Embers
- 2004 - Fortress in Flames
- 2005 - Shadowbox (CD + DVD)
- 2009 - Quicksilver

### Singoli
- 2006 - Sophia
- 2007 - Birthday
- 2008 - Immortal
- 2011 - Valkyrie
- 2016 - Helios
- 2017 - Singularities
- 2017 - Home
- 2022 - All the White Horses (Into the Mirror Darkly)
- 2023 - The Kingdom of the Moon
- 2023 - Tomorrow Girl
- 2024 - Aurora (Eros + Psykhe)
- 2025 - A Dream Before Dying

### Christmas Songs[2]
- 2007 - A Promise Made (Wedding Day)
- 2010 - O Holy Night
- 2011 - Anmi’s Christmas
- 2012 - Tabhartas Dé
- 2013 - December Lights (Merry Christmas Dear)
- 2014 - Light a Way (Back Home)
- 2015 - Forgiveness (Winter Comes)
- 2016 - Auld Lang Syne
- 2018 - The Carol of the Innocents
- 2018 - O Holy Night (2018 Edit)
- 2019 - Silent Night
- 2019 -Anmi’s Christmas (Revox)
- 2020 - Persephone - Love in Winter
- 2021 - The Lighted String
- 2022 - Angel Voices
- 2023 - The Winter Rose
- 2024 - Noel Nouvelet (A Heart in Winter)